# 内助の功
内助の功（ないじょのこう）とは日本の慣用句である。「家庭において、夫の外部での働きを支える妻の功績」という意味がある。類語には鶏鳴の助や縁の下の力持ちがある。

## 語源
土佐国高知藩主、山内一豊の妻である見性院が、一豊のために嫁入りの持参金（黄金十両）で高価な馬（鏡栗毛）を購入した。その馬が、織田信長の目にとまり、出世を助けたという話から来ている。
この話は、後年編纂された新井白石の「藩翰譜」に載せられていたのが根拠となり、江戸時代中期にはすでに有名になっているが、山内家の資料の中には一切記録がなく裏付けられていない。